# 제15회 대한민국국제청소년영화제
제15회 대한민국국제청소년영화제는 2015년 11월 18일에 열린 시상식이다.

## 수상 및 후보

### 종합대상
- 은희 - 박성인 수상

### 단체상 - 대상
- 어쩌라GO 100 - 박준서 수상
- 공포 미술관 - 신수정 외2명 수상
- 도어락 - 구세미 수상
- 숨바꼭질 - 김슬기 수상

### 단체상 - 금상
- 콜라병 - 신민주 수상
- 우리 할머니다 - 김재우 수상
- 바람이 불어오는 곳 - 박성호 수상
- 소년병 - 임보영 수상

### 단체상 - 은상
- 음악실의 비밀 - 노예진 수상
- 초행 - 반유진 수상
- 이사 - 양현규 수상
- 촬영하는 날 - 김윤선 수상
- 문 - 이승환 수상
- 휘슬 - 이우석 수상

### 단체상 - 동상
- 마음의 소리 - 문소현 수상
- 우등생이 되는 법 - 정송린 외1명 수상
- 우리엄마 - 이서현 수상
- 하수구 - 박가령 수상
- 연애, 그 후 - 전태원 수상
- 그 해, 가장 조용한 바다 - 이재일 수상
- 아직 끝나지 않았다 - 장영선 수상
- 그의 그녀 - 윤심경 수상

### 단체상 - 장려상
- 수학이 없어진 날 - 이채연 수상
- 꿈은 화장실에서부터 - 최기성 수상
- 오늘 하루가 가기 전 - 박선호 수상
- 감기 - 송현욱 수상
- 지우개 - 신선우 외1명 수상
- 블루 서스펜디드 - 엄지 외2명 수상
- 해피엔딩 - 양현석 수상
- 팡타스마고리 - 신정원 수상
- 모비딕 - 김민재 수상
- 스타브레이커 - 황형근 수상
- 와 이리 좋노 - 류형석 수상
- 만찬 - 위정연 외1명 수상
- 오늘도 - 박민아 수상
- 난 아니야 - 백승엽 수상
- 누이에게 - 차현준 수상
- 은하비디오 - 김현정 수상
- 엄마를 만나는 날 - 이용의 수상
- 영글다 - 조민희 수상
- 은빛, 스티커 - 손해숙 수상
- 우쿨렐레를 연주하는 시간 - 오세섭 수상
- 장례플래너 - 임정배 수상

### 최우수 연출상
- 은희 - 박성인 수상

### 우수 연출상
- 우리 할머니다 - 김재우 수상

### 최우수 연기상
- 우기 - 이두석 수상
- 숨바꼭질 - 박웅비 수상

### 우수 연기상
- 촬영하는 날 - 김동재 수상
- 오늘 하루가 가기 전 - 권인경 수상

### 최우수 조명상
- 촬영하는 날 - 서준석 수상

### 우수 조명상
- 오늘도 - 서고명 수상

### 최우수 기획상
- 와 이리 좋노 - 류형석 수상

### 우수 기획상
- 바람이 불어오는 곳 - 박성호 수상

### 최우수 편집상
- 연애, 그 후 - 전태원 수상

### 우수 편집상
- 도어락 - 구세미 수상

### 최우수 촬영상
- 봄 - 이보미 수상

### 우수 촬영상
- 그 해, 가장 조용한 바다 - 이준환 수상

### 최우수 음악상
- 팡타스마고리 - 신정원 수상

### 우수 음악상
- 지금 당장 보건증이 필요해! - 김나경 수상

### 최우수 각본상
- 공포 미술관 - 신수정 외2명 수상

### 우수 각본상
- 문 - 이승환 수상

### 청소년 심사위원단상
- 사거리 - 김수랑 수상
- 큐라백작의 임플란트 - 복상호 수상

### 특별상 - 최우수상
- 소풍 - 조희원 수상

### 특별상 - 우수상
- 사이다 - 이수한 수상
- 증거 - 김일훈 외2명 수상

### 특별상 - 장려상
- 공방 - 권은지 수상
- 상상 - 송응섭 수상
- Depth - 김응건 수상

### 특별상 - 상장
- 우산 - 원지영 수상

### 네티즌상 - 금상
- 먹이사슬 : 학교 - 노연우 수상

### 네티즌상 - 은상
- Shame - 손형보 수상

### 네티즌상 - 동상
- 마음의 소리 - 문소현 수상

### 네티즌상 - 작품상
- 갤러리 - 유영주 수상
- 3대로 - 고하림 수상

### 일반심사단 특별상 - 금상
- 봉준호를 찾아서 - 정하림 외2명 수상

### 일반심사단 특별상 - 은상
- 바람이 불어오는 곳 - 박성호 수상

### 일반심사단 특별상 - 동상
- 백의 민족 - 유상현 수상

### 인기영화인 - 대상 영화감독부문
- 류승완 수상

### 인기영화인 - 대상 원로배우
- 김혜자 수상

### 인기영화인 - 대상 남자배우
- 유아인 수상

### 인기영화인 - 대상 여자배우
- 박보영 수상

### 인기영화인 - 대상 남자신인배우
- 강하늘 수상
- 변요한 수상

### 인기영화인 - 대상 여자아역배우
- 진지희 수상

### 초등부
- 벙어리 펑요 - 신양휘
- 키 작으면 어때? - 장현서 외4명

### 중고등부
- 투치킨쓰리강냉이 - 오지수
- 기분 좋은 날 - 장가현
- 나의 제일 친한 친구 - 이다은
- 악플러 - 강은지 외1명
- 뫼비우스 - 윤상은
- 피난처 - 우상범
- 오해 - 이오름
- 이거 수행평가야? - 양윤정
- 46국에 8468번 - 정진원
- 실로암 - 김한립
- 레퀴엠 - 한정길
- 열아홉;이다 - 임수빈
- 크로스 - 권은영
- 끄느름 - 이소연
- 신드롬 - 장아영
- ROBOT - 김경태 외2명
- 평범하게 산다는 것 - 이재환
- 마 멍구 - 최유림 외3명
- cycle - 최지수
- Why Me? - 권예빈 외3명
- Merry little Christmas - 권차예 외3명
- 행복의 나라로 - 강다솔 외1명
- Jacqueline - 고희우 외1명
- 일단 한번 앉아보세요 - 이다빈 외4명
- 앙코라 - 안소영 외1명
- 무서운 이야기 - 전유림 외4명
- 잊지말기로 해 - 이서현
- Number1 - 강초원
- ls that my phone? - 이종원
- 우리와 우리 - 이송주
- 18살 - 김혜리
- 침묵 - 백장우
- 각자무치 - 전인선 외1명
- 이사 가는 날 - 최은솔
- 교복 - 김태훈
- 입시전쟁: 아직 끝나지 않은 전쟁 - 김하영
- 시소 - 오상민 외2명
- 영화 만세! : 또는 우리가 살아가는 데 있어서 필요한 5가지 덕목 - 박채영
- 엄마의 정원 - 김다인
- 굿모닝 로니 - 샤킬
- 달밤의 힙합 - 강윤구
- 식은 죽 데우기 - 박희진
- 헤엄 - 박세원
- 버스정류장 - 하고은
- 술래잡기 - 박유빈
- 마린보이즈 - 오준영 외1명
- 모락모락 - 이재혁
- 압정 - 신시아
- 연체중 - 정다연
- 동화 - 이예승
- 탐정 - 한종범
- 벌레 - 김민재
- 세원의 상상은 현실이 된다 - 박세원
- 쉿 - 김민재
- 코카콜라 - 김채현
- 구겨진 종이 - 구명준
- 인연에 관한 간단한 고찰 - 노유빈
- 나의 마법사 - 이예솔
- 화양연화 - 한경린
- 병 - 정연후
- 봄 - 조은비
- 8 - 박소희
- 봄이 오다 - 전보람
- 문학의 삼각관계 - 전하리 외2명

### 대학부
- 사이 - 이호승
- 단란 - 문경진
- 깍지 - 임지수
- 그.바.다 - 김경환
- 누군가의 궤적에 몸을 띄워보기 위하여 - 백도엽
- 여명 - 정소연
- 원더홀 - 김수정
- 목장 - 남미소
- 어항 - 김기문
- 내마내모 - 이나경
- 폴링 - 이나경
- 라인 - 박완진
- 삼십삼초 - 주진형
- 층간소음 - 최규웅
- 끈 - 서의진
- 바닥과 계단 사이 - 정희진
- 집 주인 - 홍애진
- 이 길 위에 서 있다 - 어호철
- 불꽃놀이 - 윤단비
- 2014, 상록수 - 김의진
- 자국 - 박근주
- 그림자 - 이정원
- 동희와 할매 - 김유리
- 누구를 위하여 종은 울리나 - 최승지
- 채소주의보 - 제갈민정
- 학교 가는 길 - 이민주
- 행복한 사진사 이야기 - 신영환
- IDEA - 유환일
- 불청객 - 강민석
- 딴따라 - 서고명
- 옥상남녀 - 김동진
- 도움닫기 - 주스타
- 아빠, 그리고 아빠 - 지영애
- 운구 - 김승환

### 청장년부
- 겨울, 바다 - 이수민
- 엄마 - 임철훈
- 사운드 오브 엠비언스 - 유인호
- 광야에서 너를 부른다 - 박기훈
- 불꽃놀이 - 장아람
- 레슨 - 서인환
- 등대 - 이동환
- 서쪽바다 - 김다정
- 한 여름밤의 꿈 - 이승환
- 페이지 23 - 이기헌
- 여름의 끝 - 임초예
- 네모빛 - 고재홍
- 대리인 - 김종성
- 기생<가족애곡사> - 김문경
- 인연 - 강혜연
- 춤추는 거북이 - 이용남
- 꽃을 든 남자 - 이한상